# رحلة غارودا إندونيسيا 035
رحلة غارودا إندونيسيا رقم 035 كانت رحلة لشركة غارودا إندونيسيا محلية، والتي اصطدمت ببرج كهرباء وتحطمت عند الاقتراب من مطار ميدان بولونيا في 4 أبريل 1987. قتل 23 من بين 45 راكبا وطاقم الطائرة في الحادث.

## الحادث
كانت الطائرة على نهج نظام الهبوط في مطار ميدان في ظرف عاصفة رعدية. ضربت الطائرة خطوط الطاقة الكهربائية وتحطمت في المدرج. تحطمت الطائرة وانفصل قسم الذيل واندلعت النيران.
هرب معظم الناجين من خلال الاستراحة في جسم الطائرة وعدد 11 تم إخلائهم من الطائرة. توفي أربعة من أفراد الطاقم الثمانية وأصيب 19 راكبًا بجروح قاتلة بسبب استنشاق الدخان والحروق. أصيب أربعة من الطاقم و18 راكبًا بجروح خطيرة. كانت جميع الوفيات نتيجة للحريق وليس بسبب التأثير على الأرض.

## الطائرة
تم تنفيذ الرحلة من قِبل ماكدونل دوغلاس دي سي-9المسجلة باسم PK-GNQ عام 1976. تعرضت الطائرة لأضرار لا يمكن إصلاحها.